# Cirkonij
Cirkónij je kemični element, ki ima v periodnem sistemu simbol Zr in atomsko število 40. To sijočo sivkasto-belo, trdno prehodno kovino, ki je podobna titanu, zlahko pridobimo iz cirkona, in je zelo odporna proti koroziji. Na prvem mestu ga uporabljajo v jedrskih reaktorjih za absorber nevtronov in za izdelavo zlitin, odpornih proti koroziji.